# Ахсітан I
Ахсітан I (*д/н — 1197) — 21-й ширваншах в 1160—1197 роках. Маневрував між Грузинським царством і державою Ільдегізідів. На його час припадає економічне та культурне піднесення Ширвану.

## Життєпис
Походив з династії Кесранідів. Син ширваншаха Манучехра III від його дружини Тамари (доньки Давида IV, царя Грузії). 1160 року за допомогою військ атабека Шамс ад-Дін Ільдегіза повалив свого брата Афрідуна II, ставши новим ширваншахом.
Налагодив мирні стосунки з Грузією, одружившись із сестрою царя Георгія III, з яким 1163 року уклав договір про спільні дії. Через нього встановив гарні стосунки з Андроніком Комніном, дукою в Трапезунді. Водночас зберігав вірність атабеку Ільдегізу. За час свого правління перестав карбувати срібні монети, а лише мідні.
1167 року спільно з Грузією виступив проти Дербентського емірату. На нетривалий час вдалося захопити місто Дербент. 1170 року Ахсітан I в союзі з грузинським царем здійснив похід на емірат, спустошивши область Мушкюр. 1172 року підкорив Шекі. 1174 року, перемігши половців, які були союзниками дербентського еміра Бекбарса, захопив Шабран.
1173 року за допомогою грузинських військ відбив напад русів на місто Баку. Того ж року допоміг Георгію III придушити потужне повстання царевича Демни (Деметре). 1175 року зазнав поразки в битві біля Баку від військ Дербентського емірату. 1176 року залучив до свого двору в Шемасі поета Хагані. 1178 року підтвердив союз з царем Георгієм III.
1187 року підтримав грузинську царицю Тамару Велику у війні проти великого атабека Кизил Арслана. Після перемоги останнього Ахсітан I перебрався до Баку. Повернувся до Шемахи 1191 року. З цього часу перестав карбувати імена іракських султанів, що свідчило про оголошення незалежності Ширвана.
1192 року потужний землетрус зруйнував Шемаху, внаслідок чого загинула уся родина ширваншаха. Переніс столицю до Баку. Одружився з онукою царя Деметре I.
З початком боротьби за владу 1193 року в державі Ільдегізідів, активно підтримував суперників великого атабека Нусрат ад-Дін Абу-Бакра, зокрема надав прихисток братові останнього Аміран Умару. 1195 року Ахсітан I брав участь у битві біля Шамхору, де Абу-Бакру було завдано відчутної поразки.
Помер Ахсітан I після тривалої хвороби 1197 року. Спадкував трон його брат Шаханшах.